# Ford Country Squire
De Ford Country Squire was een automodel van de Amerikaanse autobouwer Ford dat van 1950 t/m 1991 geproduceerd werd. Deze was alleen als grote (full size) stationwagen te krijgen en had een typerende met hout bewerkte zijkant, een zogenaamde Woodie. Er zijn in totaal zeven generaties van de Ford Country Squire geweest.

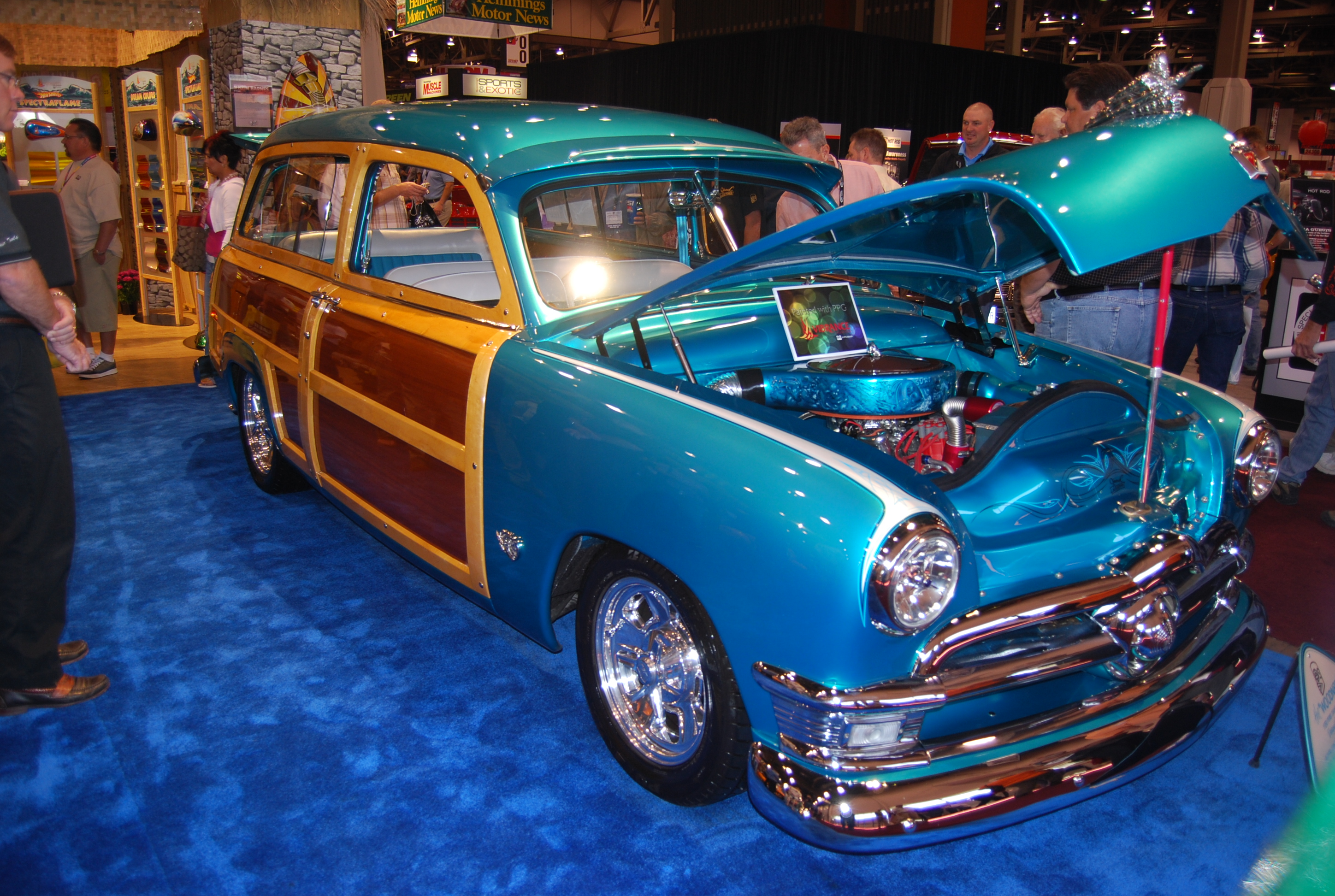
Ford County Squire, eerste generatie 1950-1951
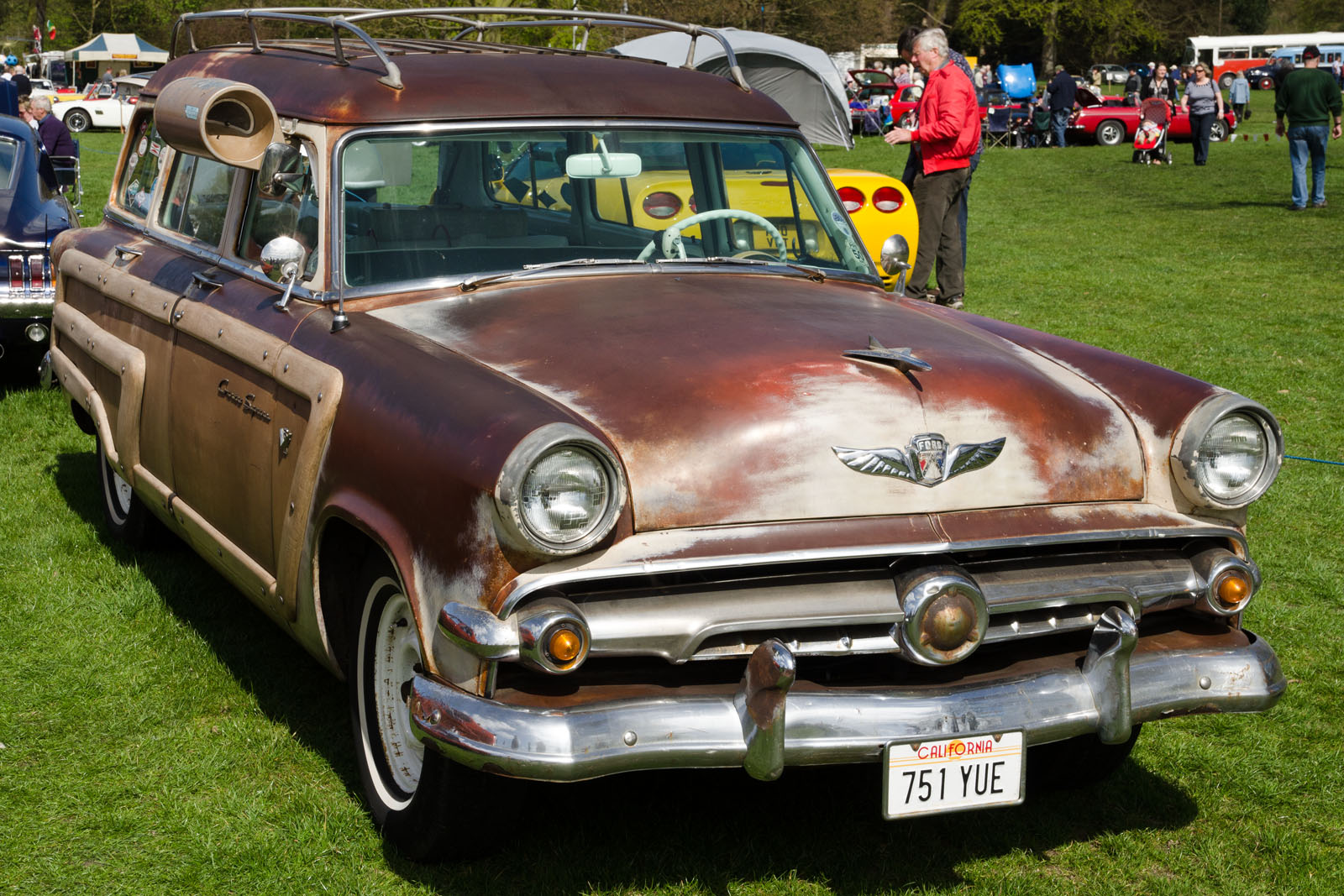
Tweede gereratie 1952-1954
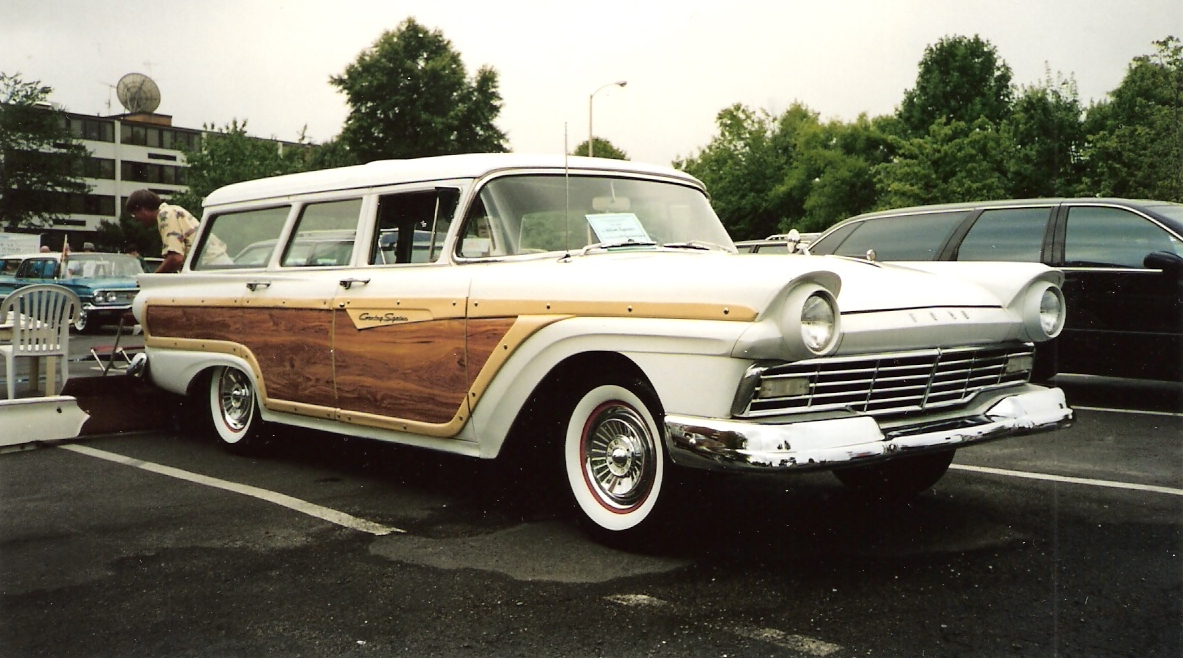
Derde generatie 1955-1959
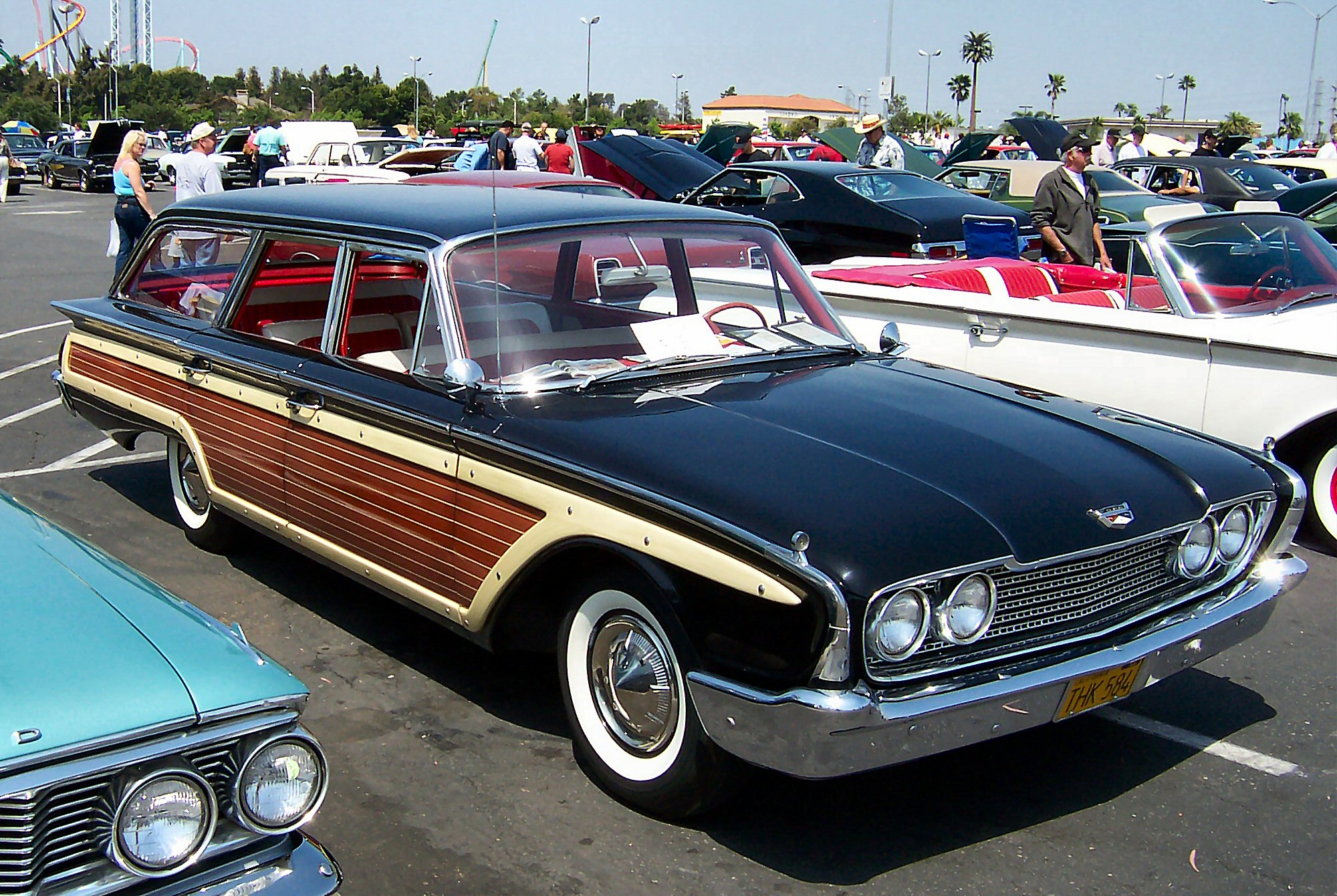
Vierde generatie 1960-1964
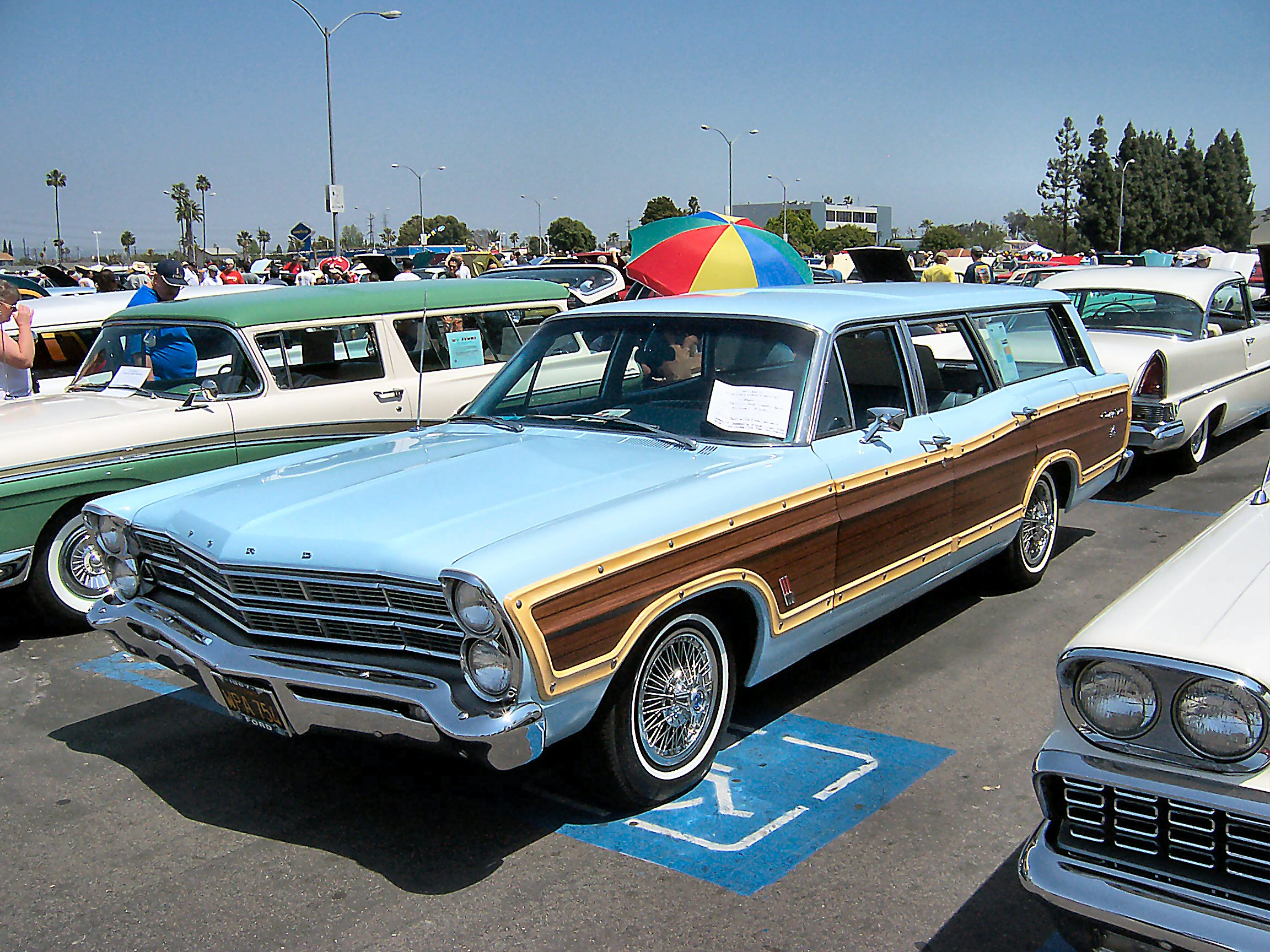
Vijfde generatie 1965-1968
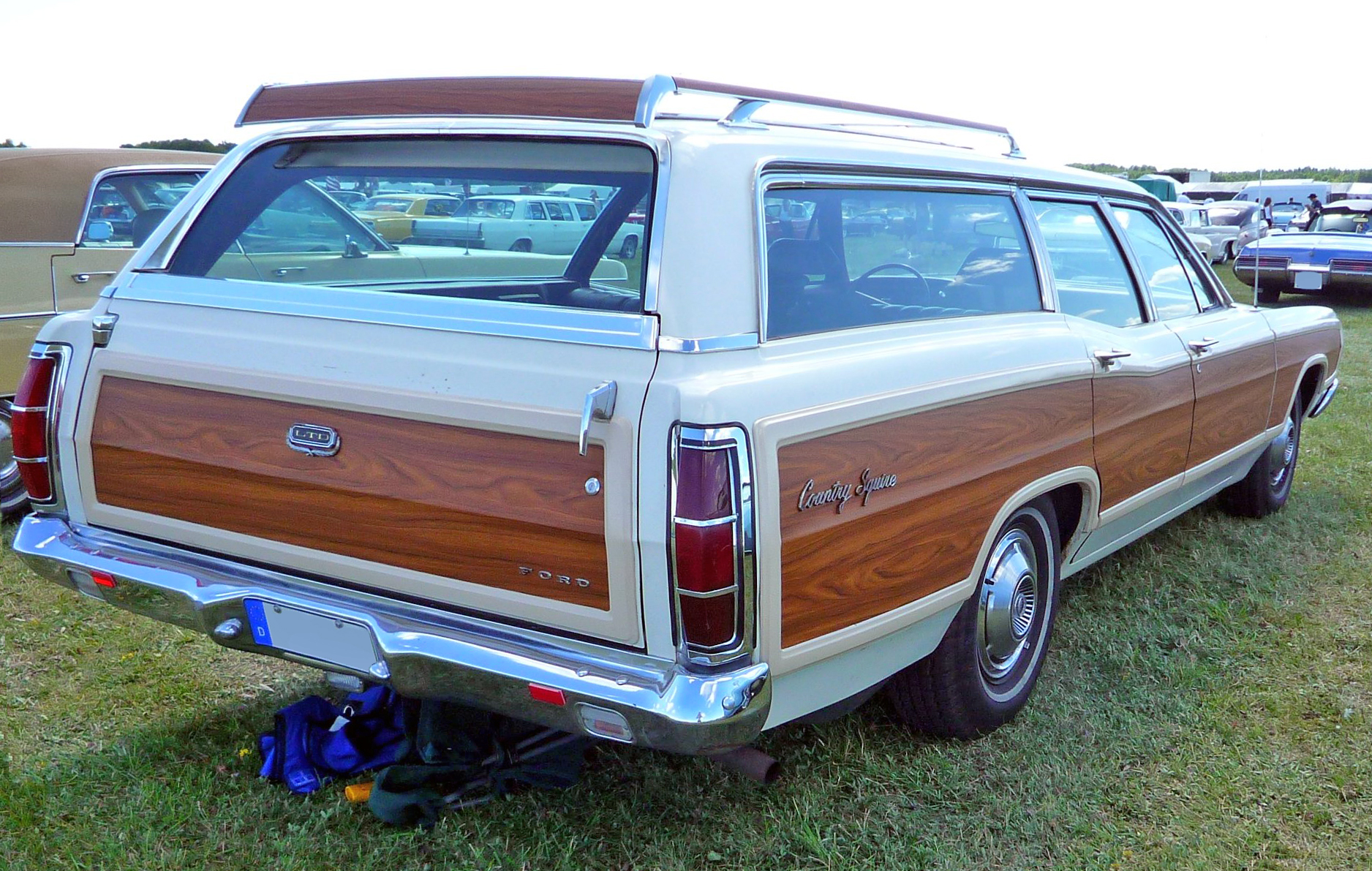
Zesde generatie 1969-1978
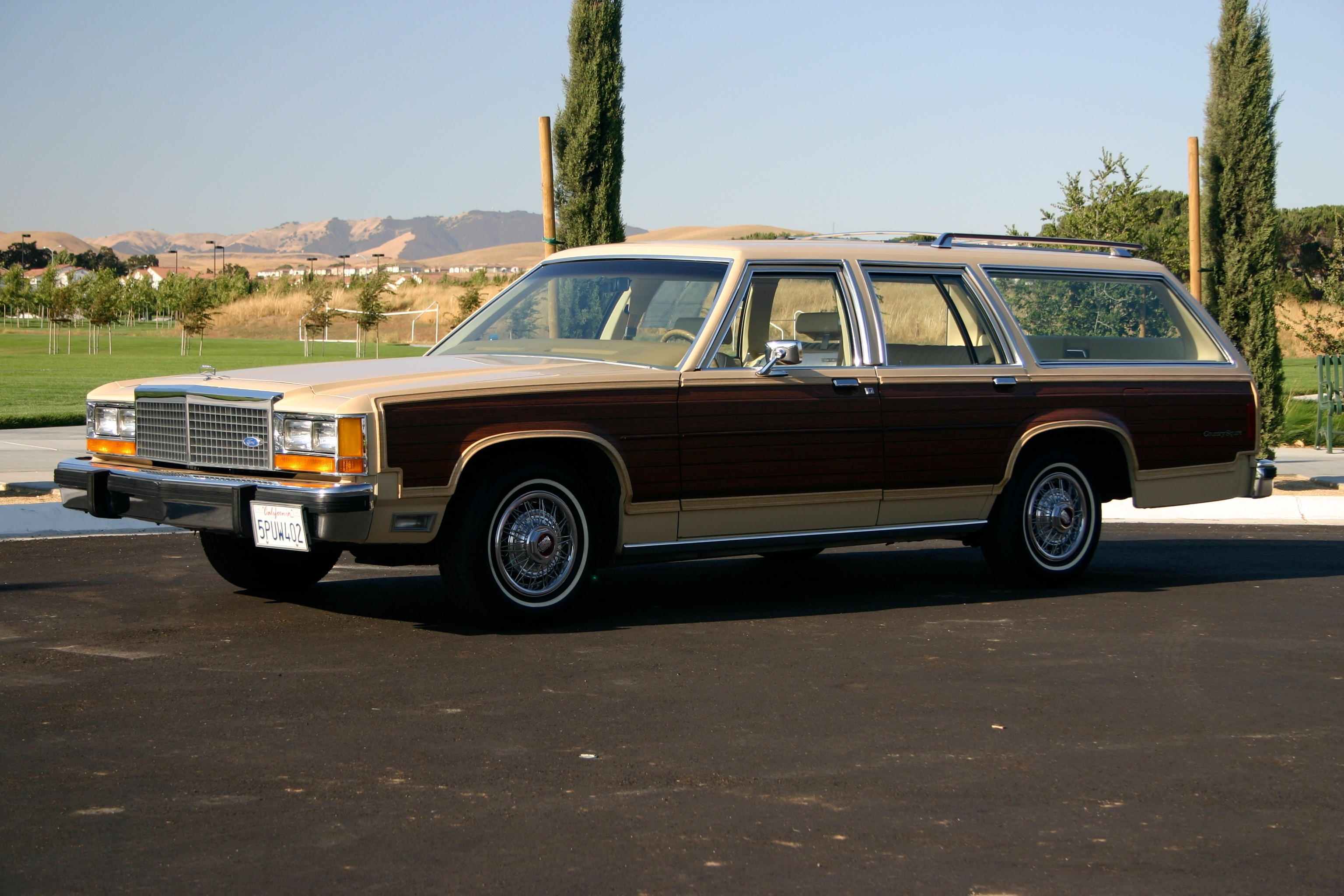
Zevende generatie 1979-1991